# Аеродром Пиза
Аеродром Пиза-Сан Ђусто или Међународни аеродром Галилео Галилеј (итал. L'aeroporto intercontinentale di Pisa-San Giusto, Aeroporto internazionale Galileo Galilei) је аеродром италијанског града Пиза, смештен свега 2 километра од града. То је најзначајнији аеродром у Тоскани и десети у Италији по броју путника.
Аеродром носи име Галилео Галилеја, славног научника рођеног у Пизи. 
Овај аеродром је и војни и цивилни. Почео је да се развија као војни аеродром 1930их и 1940их. 
Године 2017. кроз њега је прошло 5.233.118 путника.
Аеродром је авио-чвориште за нискотарифног авио-превозника „Рајанер”.